# کسانی که انقلاب را در نیمه راه رها می‌کنند فقط گورهای خود را حفر می‌کنند
کسانی که انقلاب را در نیمه راه رها می‌کنند فقط گورهای خود را حفر می‌کنند (فرانسوی: Ceux qui font les révolutions à moitié n'ont fait que se creuser un tombeau‎) فیلمی به کارگردانی متیو دنیس سایمون لووا است.